# Xysticus bermani
Xysticus bermani là một loài nhện trong họ Thomisidae.
Loài này thuộc chi Xysticus. Xysticus bermani được Yuri M. Marusik miêu tả năm 1994.